# Коцюбинчики

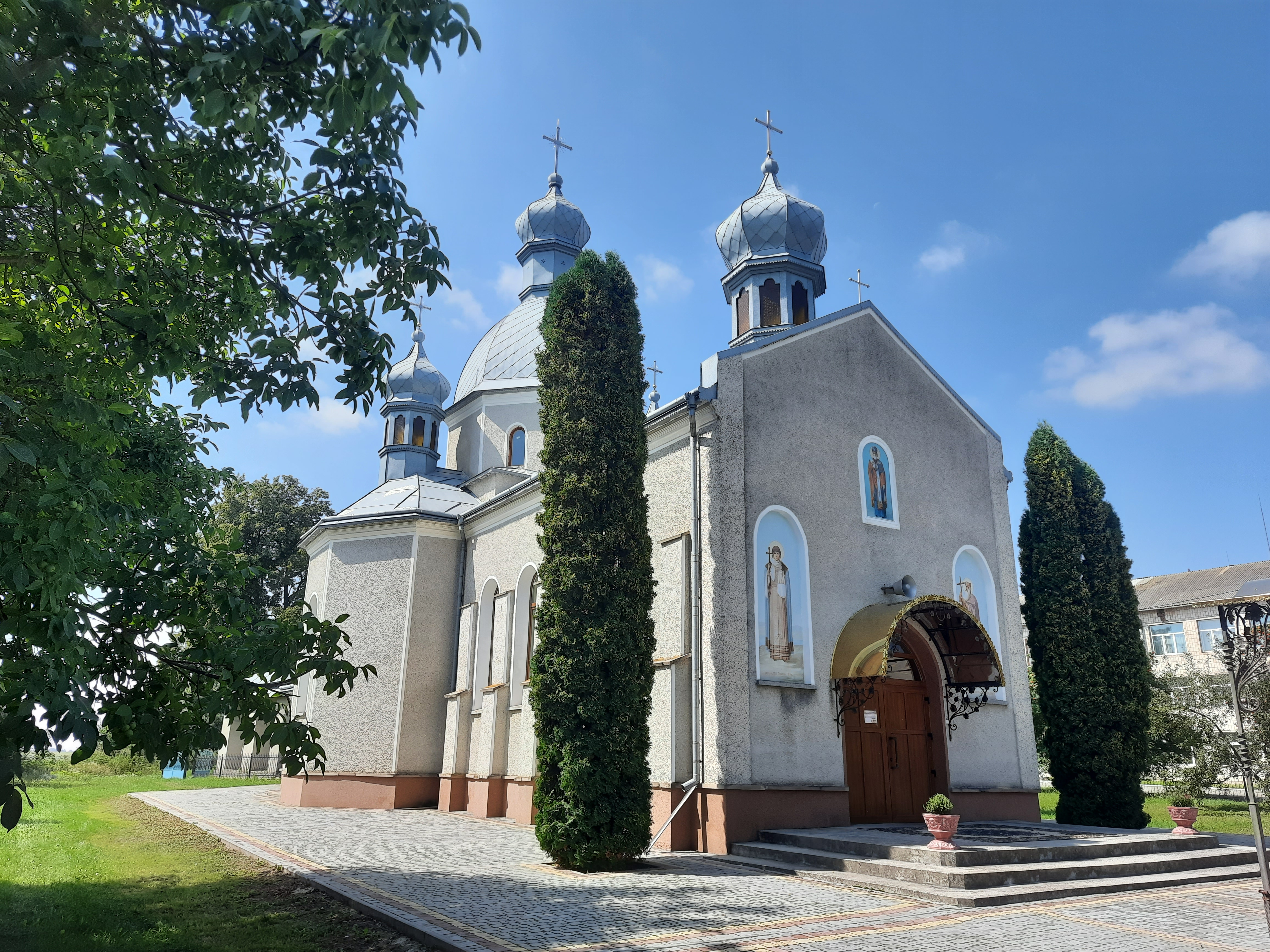
Церква Святого Миколая Чудотворця

Коцю́бинчики — село в Україні, Тернопільська область, Чортківський район, Гусятинська селищна громада. До 2020 адміністративний центр колишньої Коцюбинчицької сільради, якій було підпорядковане село Зелена

## Розташування
Розташоване за 42 км від районного центру і 16 км від найближчої залізничної станції Скала-Подільська.
Територія — 4,26 км². Дворів — 237.

## Географія
Селом тече річка Ботова Долина.

## Історія
Відоме від XVI ст.
Поблизу Коцюбинчиків розкопано поховання доби міді, знайдено бронзові й кам'яні знаряддя праці доби бронзи, прикраси та римські монети III ст., виявлено залишки давньоруського городища.
Під час Національно-визвольної революції 1648—1676 рр. село частково спалили татари. Раніше Коцюбинчики розташовувалися західніше теперішнього місця, у долині безіменної річечки, догори до с. Васильків.
За переказами, коли під час битви під Берестечком кримський хан зрадив гетьмана Богдана Хмельницького й орда поверталася, татари знищили Коцюбинчики. Згодом село відбудували на новому місці, ближче до Збруча. На відзнаку скасування в 1848 році панщини у селі встановлено пам'ятний знак.
У XIX століття Коцюбинчики належало Потоцьким.
У 1889—1892 pp. проводив археологічні розкопки Готфрид Оссовський.
У селі в 1900 р. — 1367 жителів, 1910—1409, 1921—1284, 1931—1331 житель; у 1921 р. — 281, 1931—287 дворів. Діяла 3-класна утраквістична (двомовна) школа.
У вересні 1939 р. в Коцюбинчиках встановлено радянську владу; створено сільську раду (голова Ю. Малик). У березні 1941 р. радянська влада заарештувала членів ОУН М. Величенка, М. Гончара, С. Каритника, І. Маслія, А. Очеретяного, А. Хвилю.
Під час німецько-радянської війни загинули або пропали безвісти у Червоній армії 58 мешканців села:
- Данило Барановський (нар. 1925),
- Василь Бардзій (нар. 1925),
- Василь Богачик (нар. 1924),
- Володимир Величенко (1899),
- Василь Венгер (нар. 1910),
- Іван Венгер (нар. 1919),
- Федір Галамега (нар. 1905),
- Василь Глушко (нар. 1912),
- Михайло Депутат (нар. 1908),
- Степан Дзінько (нар. 1900),
- Степан Євчук (нар. 1900),
- Федір Євчук (нар. 1921),
- Василь Збриський (нар. 1909),
- Микола Збриський (нар. 1907).

В УПА воювали:
- Дмитро Байбура,
- Василь Богачик,
- Іван Величенко,
- Іван Гутик,
- Іван Депутат,
- Никифор Зеленецький,
- Панько Купчинський,
- Михайло Максимчук,
- Іван Мельничук,
- Володимир Новак,
- Адам Очеретний,
- Василь Червоняк,
- Дмитро Чорній

По закінченню Другої світової війни у 1946—1947 роках мешканці села пережили голод.
1977&nbs pоці;— побудовано триповерхову школу на 320 місць (директор Іван Стефаник).
З 24 серпня 1991 року село входить до складу незалежної України.
12 червня 2020 року, відповідно до розпорядження Кабінету Міністрів України № 724-р «Про визначення адміністративних центрів та затвердження територій територіальних громад Тернопільської області» увійшло до складу Гусятинської селищної громади.
19 липня 2020 року, в результаті адміністративно-територіальної реформи та ліквідації Гусятинського району, село увійшло до складу новоутвореного Чортківського району.

## Населення

### Мова
Розподіл населення за рідною мовою за даними перепису 2001 року:
| Мова       | Кількість | Відсоток |
| ---------- | --------- | -------- |
| українська | 588       | 98.82%   |
| російська  | 5         | 0.84%    |
| вірменська | 1         | 0.17%    |
| румунська  | 1         | 0.17%    |
| Усього     | 595       | 100%     |

## Релігія
- церква святого Миколая Чудотворця (УГКЦ, 1992—1995, кам'яна; 1994 р. згоріла стара дерев'яна церква, біля неї є могила мученика за віру о. Володимира Ковальського).

У селі є каплички Ісуса Христа і Матері Божої.

## Пам'ятки
Між селами Коцюбинчики, Зелена, Сокиринці та Босири створено ботанічний заказник місцевого значення «Коцюбинчики» (3205 га) — місце проживання, відтворення та відновлення численних мисливських видів фауни.

## Пам'ятники

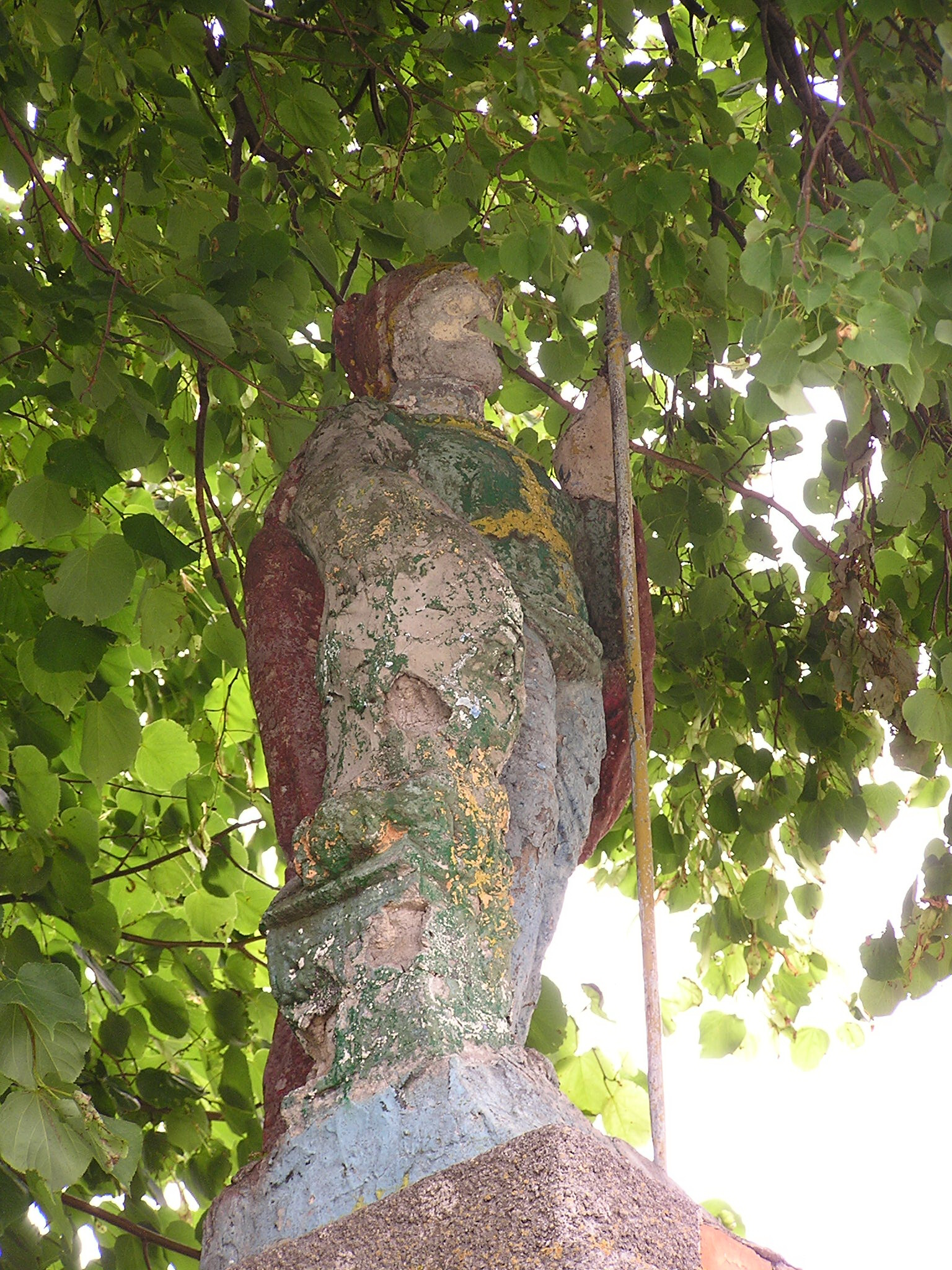
Пам'ятний знак св. Флоріану

У 1991 р. насипано символічну могилу Борцям за волю України та збереглася козацька могила.
Споруджено:
- пам'ятники полеглим у німецько-радянській війні воїнам-односельцям (1967),
- Т. Шевченку (1990);
- встановлено
  - «фігури» святого Флоріана (1654),
  - відновлено хрест на честь скасування панщини.

## Населення
| 1367 | 1409 | 1284 | 1331 | 526 | 479 |

## Соціальна сфера
Відомо, що в Коцюбинчиках були фільварок графа Антонія Козєбродського, дерев'яна церква, костел.
Протягом 1920—1930 років функціонували філії товариств «Просвіта», «Січ», «Сокіл», «Луг», «Союз Українок» та інших, кооператива.
Навесні 1940 року примусово організовано колгосп (голова правління Іван Кіндзерський), який відновив діяльність у 1948 році.
Нині працюють школа, Будинок культури, бібліотека, амбулаторія загальної практики та сімейної медицини, відділення зв'язку, ПАП «Збруч», фермерські господарства «Агрос», «Збручанка», «Родючість», «Сиротинський», «Цебека», ПМП «Хачік».

## Відомі люди
- Федір Гаврилюк (1889—1979) — педагог, громадський діяч (Канада);
- Ярема Малис (1893—1944) — лікар;
- Ігор Мельничук (нар. 1969) — заслужений художник України, член Спілки художників України, доцент кафедри живопису та композиції Національної академії образотворчого мистецтва і архітектури
- Василь Томків (нар. 1924) — історик, літератор, публіцист, громадський діяч.
- Мечислав Людвік Потоцький — «галицький консерватор», дідич

## Світлини

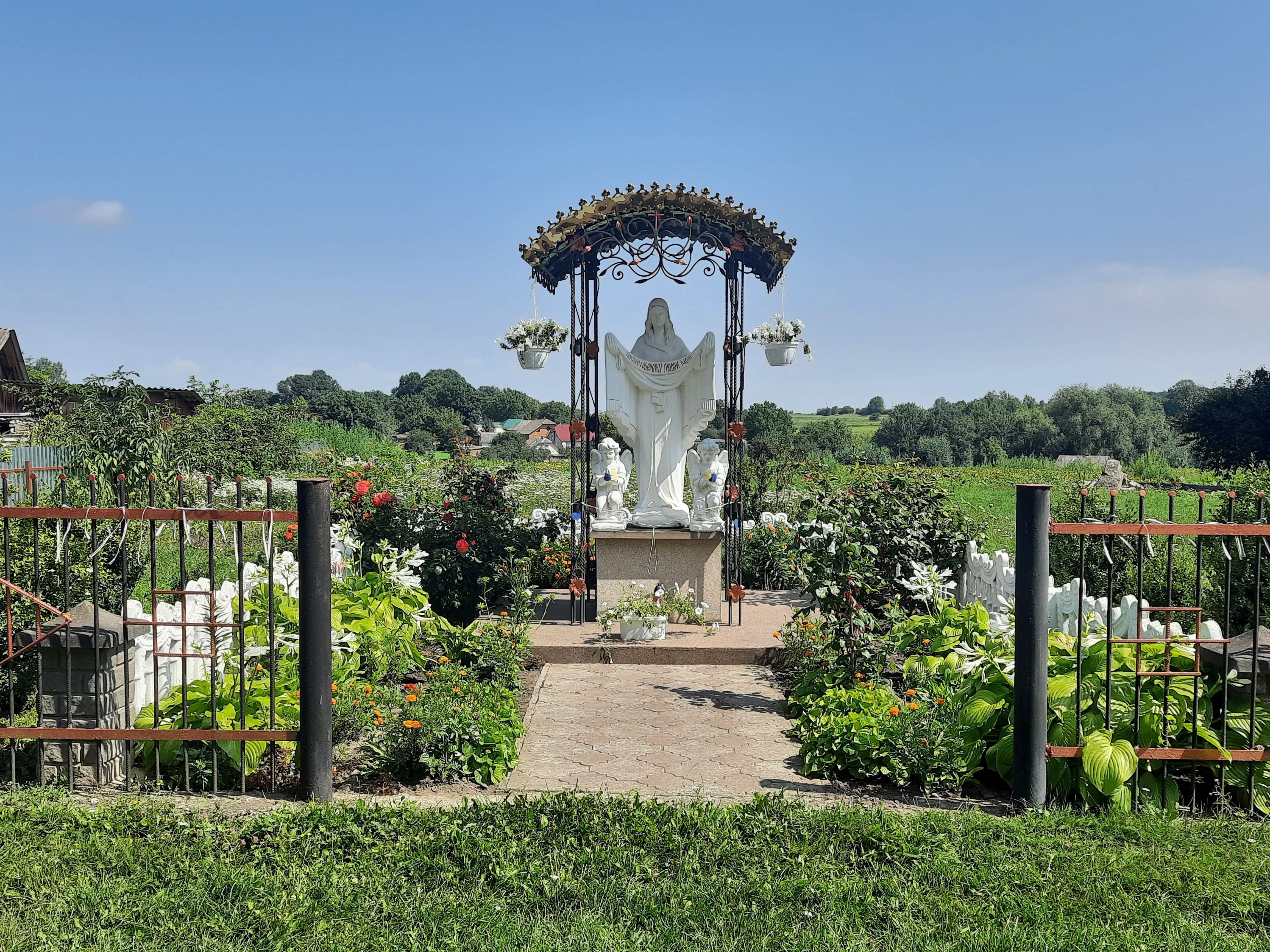
Статуя Божої Матері
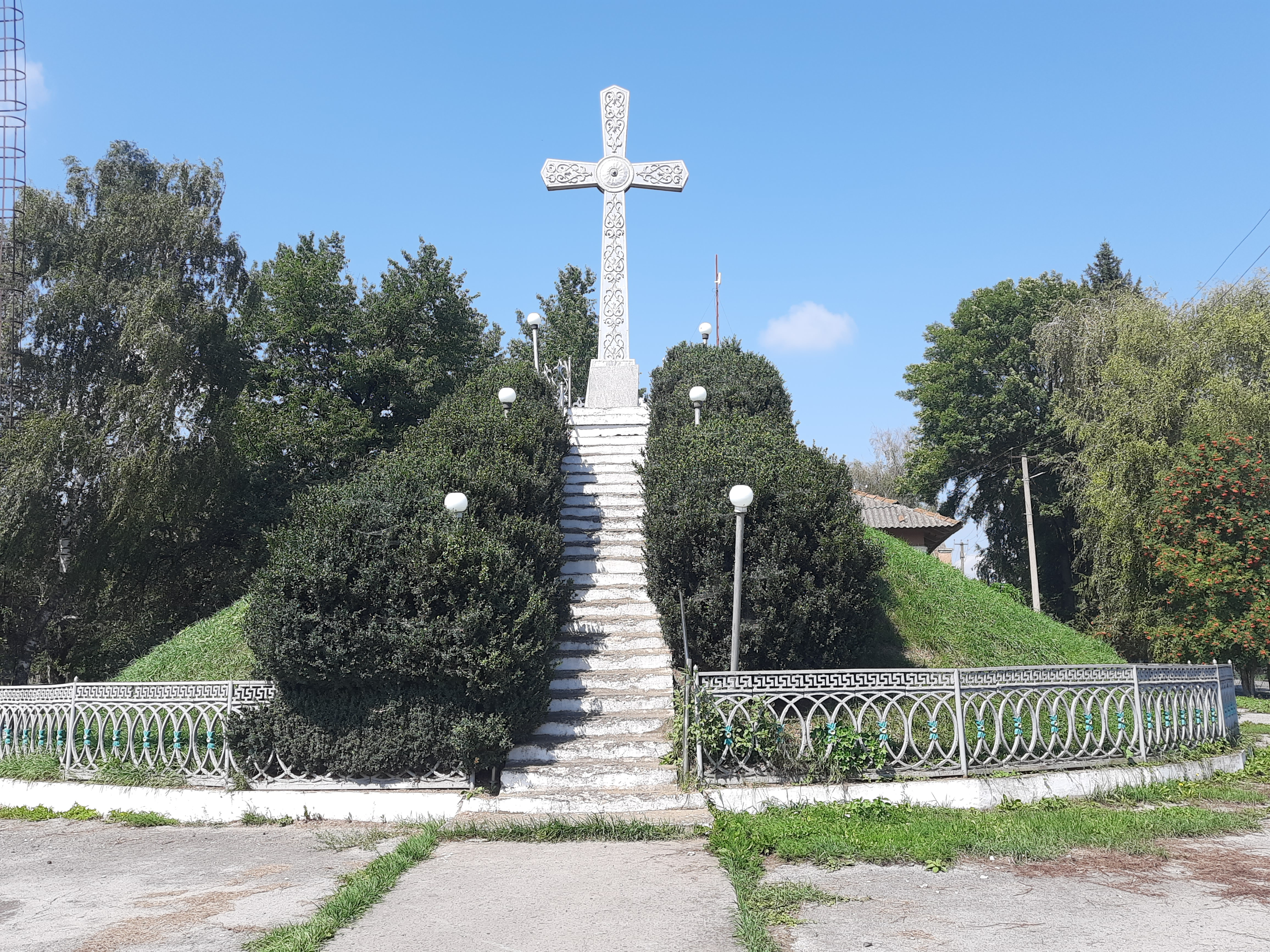
Символічна могила Борцям за волю України
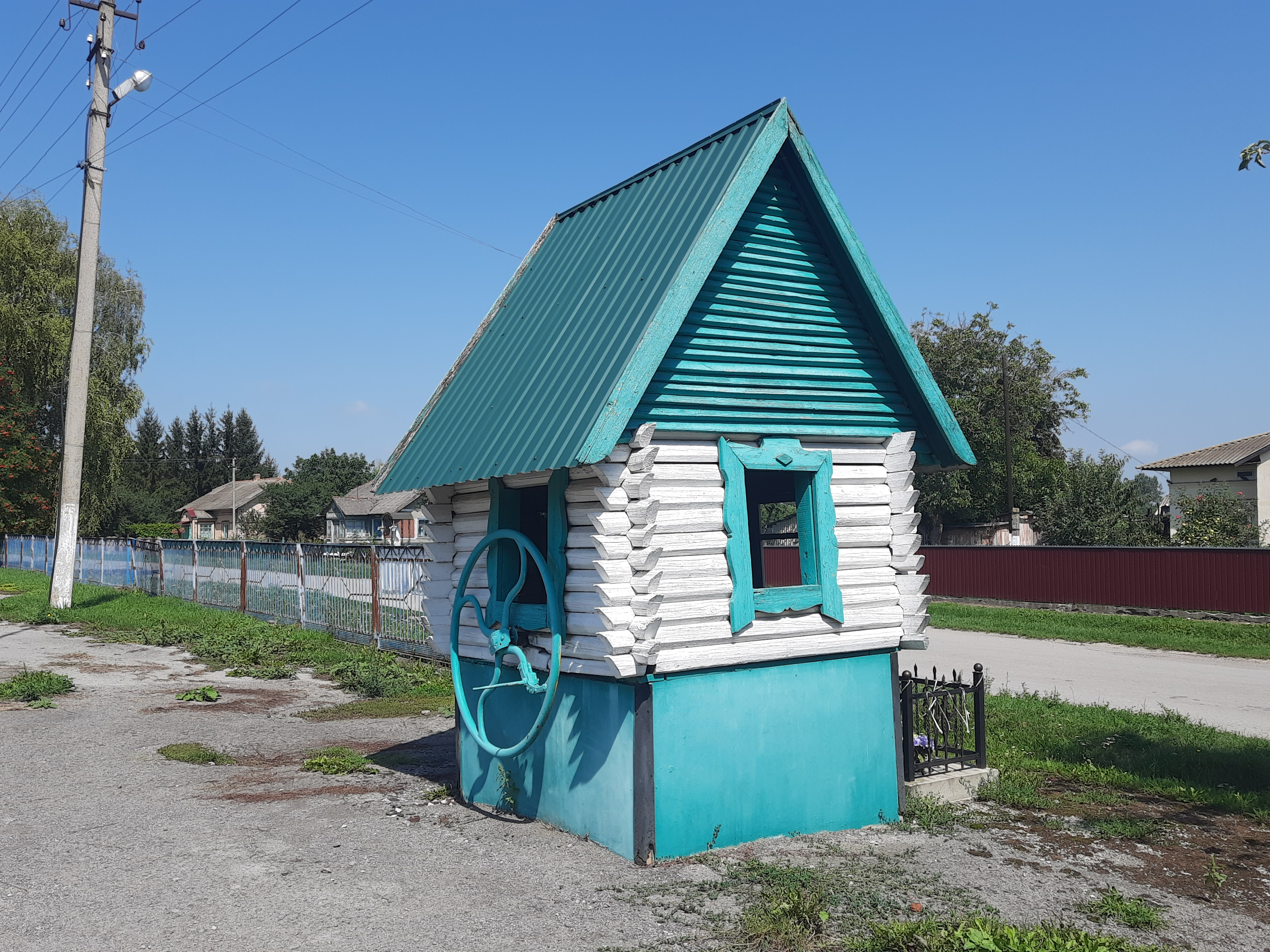
Криниця в центрі села

## Додаткова література
- Блаженко А. П'ять думок, п'ять надій / А. Блаженко // Голос народу. — 2011. — № 34 (24 сер.). [Архівовано 2 лютого 2017 у Wayback Machine.] — С. 7. — (Віконце).